# سیارک ۴۳۸۵
سیارک ۴۳۸۵ (به انگلیسی: 4385 Elsasser، نامگذاری:2534P-L) چهار هزار و سیصد و هشتاد و پنجمین سیارک کشف شده‌است که در ۲۴ سپتامبر ۱۹۶۰ کشف شد.
قدر مطلق سیارک برابر ۱۲٫۴۰ است.